# Dança do Trump
Dança do Trump (em inglês: Trump dance) é uma dança comemorativa inspirada nos gestos característicos do 45.º e 47.º presidente dos Estados Unidos, Donald Trump, durante os seus comícios ao som de sua música de campanha "Y.M.C.A." da banda Village People. A dança geralmente envolve socos lentos no ar e movimentos de quadril.

## Contexto
A dança teve origem nos comícios de campanha de Trump em 2020 e ganhou mais atenção da mídia durante seus comícios de 2024, onde seus movimentos se tornaram um aspecto notável de sua persona pública. Com o tempo, esses gestos foram popularizados por meio das redes sociais e eventualmente adotados por pessoas fora do âmbito político.

| Cari Kelemen | Logo do Twitter, um pássaro azul estilizado |
| @KelemenCari |                                             |

            OMG! He added a golf swing! ♥

A dança é realizada balançando os quadris de um lado para o outro enquanto se faz movimentos alternados e contidos com os punhos cerrados. Em outubro de 2024, Trump começou ocasionalmente a incorporar um movimento de pantomima imitando uma tacada de golfe à dança. Segundo o The Times of India, isso provocou "uma onda de reações" nas redes sociais.

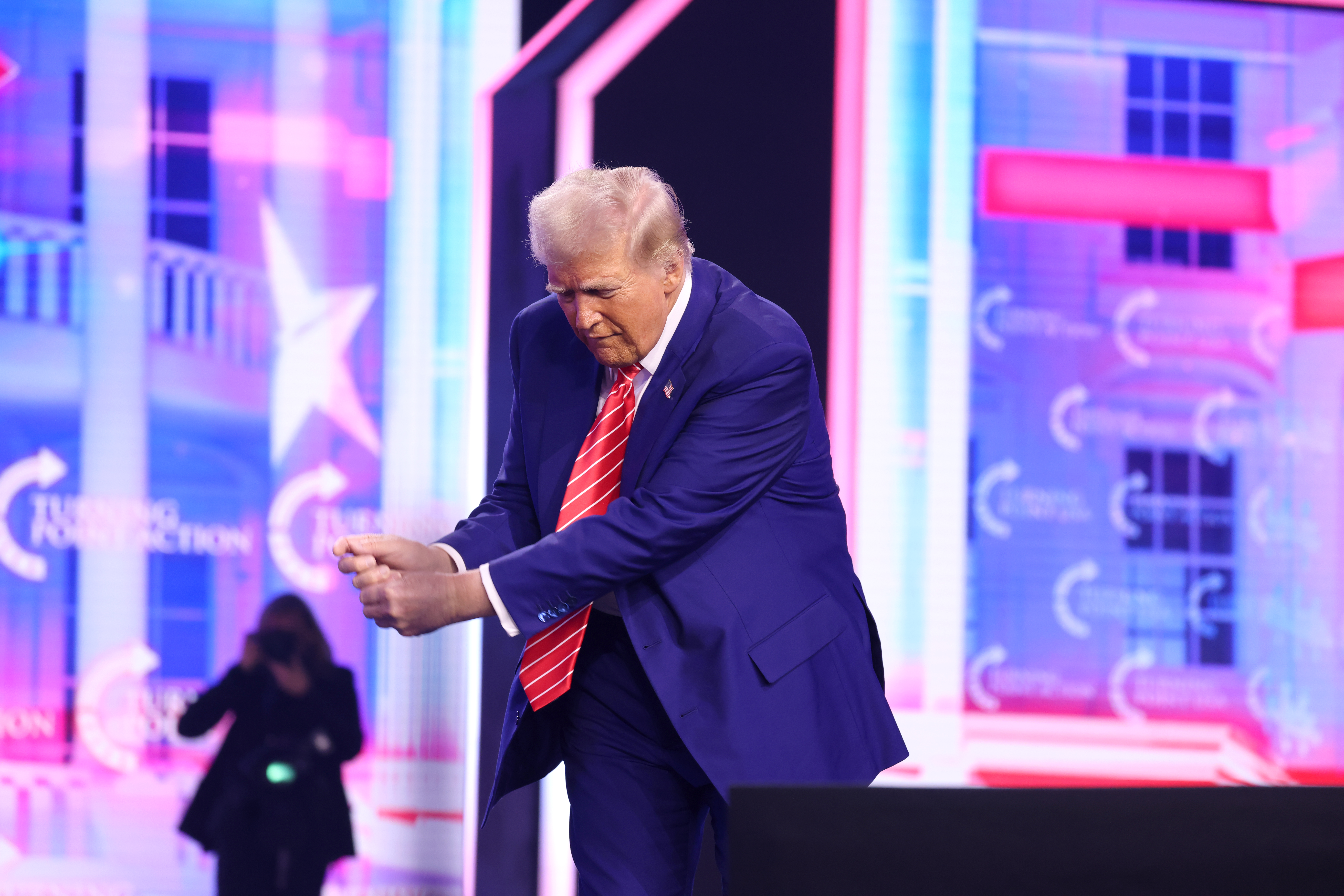
A adição do swing de golfe por Trump, tirada no AmericaFest de 2024

A dança é frequentemente realizada ao som de "Y.M.C.A." da banda Village People, que Trump chamou de "hino nacional gay".

## Adoção em esportes
A dança de Trump foi observada em grandes eventos esportivos, com atletas incorporando-a em suas rotinas comemorativas.

### National Football League (NFL)
Jogadores da National Football League (NFL), incluindo Brock Bowers do Las Vegas Raiders, Calvin Ridley do Tennessee Titans, Nick Bosa do San Francisco 49ers, e Za'Darius Smith do Detroit Lions, foram observados realizando a dança. Celebrações semelhantes também foram registradas entre atletas do futebol americano universitário.
No final de novembro de 2024, a NFL anunciou que não penalizaria jogadores que realizassem a dança do Trump durante os jogos da liga. Segundo o analista de futebol americano Jordan Schultz, a NFL indicou "que só toma medidas contra comemorações [de jogadas] consideradas excessivas ou inadequadas", mas que a liga "não vê problema" com a dança do Trump.

### Futebol
O capitão da seleção masculina de futebol dos Estados Unidos, Christian Pulisic, usou a dança do Trump para comemorar seu gol em uma partida da Liga das Nações da CONCACAF A de 2024–25 contra a Jamaica, em 18 de novembro de 2024. Posteriormente, Pulisic declarou: "Não é uma dança política. Foi só por diversão." Poucos dias antes, jogadores do time inglês Barnsley Football Club realizaram a dança após marcarem um gol em uma partida da EFL League One 2024–25 contra o Cambridge United Football Club.

### Artes marciais mistas
O campeão dos pesos-pesados do Ultimate Fighting Championship, Jon Jones, incorporou a dança do Trump em suas comemorações pós-luta durante um evento com a presença de Trump.

### Golfe
O jogador profissional de golfe Charley Hull executou a dança durante uma partida de torneio em 17 de novembro de 2024.

## Significado cultural

Um GIF da dança

A dança do Trump é amplamente considerada um exemplo da intersecção entre esportes e cultura política, embora atletas frequentemente caracterizem seu uso como apolítico. Os apoiadores da dança argumentam que ela reflete a influência cultural mais ampla de Trump, enquanto os críticos a veem como um gesto polarizador.
Na semana anterior à eleição presidencial dos Estados Unidos em 2024, "Y.M.C.A.", música à qual a dança do Trump é frequentemente realizada, apareceu pela primeira vez em 47 anos na parada Billboard Hot Dance/Electronic, subindo para a quarta posição logo após a eleição e, segundo o compositor Victor Willis, rendendo "vários milhões de dólares" desde que Trump adotou a canção. Karen Willis, empresária da banda Village People, atribuiu o ressurgimento repentino da música ao uso feito por Trump durante suas performances da dança.
Em uma coluna do The New York Times de novembro de 2024, Maureen Dowd disse que iria pedir a "membros mais jovens da família" que lhe ensinassem a dança. No mesmo mês, o presidente da Argentina, Javier Milei, realizou a dança do Trump durante um baile de gala em Mar-a-Lago. Segundo o The Daily Beast, o vídeo de Milei dançando se espalhou pelas redes sociais.